# Első Groza-kormány
1945. március 6-án Petru Groza – az Ekésfront elnöke, szovjet támogatással  – alakított kormányt, azonban csak egy szűk koalíciót tudott létrehozni – a két világháború közötti Nagy-Romániát kormányzó „történelmi pártok” távolmaradása miatt –, amelyben a Román Kommunista Párt, a Szociáldemokrata Párt, az Ekésfront, valamint Tătărăscu „disszidens” neo-liberális pártja kapott tárcákat. 1946 januárjában – a nagyhatalmak kezdeményezésére – a „történelmi pártoknak” két – a kormánnyal együttműködő – képviselőjét, Emil Hațieganut – a Nemzeti Parasztpárt – és Mihail Romniceanut – a Nemzeti Liberális Párt részéről – államminiszterként (tárca nélküli miniszter) bevonták a kormányba. A kormány politikáját 1946-ban két fontos esemény befolyásolta, a békeszerződés előkészítése és a választások megrendezése. Az 1946. november 19-én megtartott választások eredményének megfelelően alakult át a kormány összetétele december 1-jével.

## Kormányösszetétel
Az első Groza-kormány összetétele – 1945. március 6-ától 1946. november 30-áig
| Kép | Név                        | Tisztség | Párt                                     | Megjegyzés |
| --- | -------------------------- | --- | ---------------------------------------- | ---------- |
|     | dr. Petru Groza            | Miniszterelnök | Ekésfront                                | pártelnök  |
|     | Gheorghe Tătărăscu         | Külügyminiszter és egyben miniszterelnök-helyettes | Nemzeti Liberális Párt-Tătărescu (PNL-T) |            |
|     | Teohari Georgescu          | Belügyminiszter | Román Kommunista Párt (PCR)              |            |
|     | Dumitru Alimănișteanu      | Pénzügyminiszter (1945. április 11-éig.) | ?                                        |            |
|     | Mircea Duma                | Pénzügyminiszter (1945. április 11-étől augusztus 23-áig.)                                                                                               | ?                                        |            |
|     | Alexandru Alexandrini      | Pénzügyminiszter (1945. augusztus 23-ától.) | ?                                        |            |
|     | Lucrețiu Pătrășcanu        | Igazságügy-miniszter | Román Kommunista Párt (PCR)              |            |
|     | Ștefan Voitec              | Közoktatásügyi miniszter | Román Szociáldemokrata Párt (PSD)        |            |
|     | Petre Constantinescu-Iași  | Propagandaminiszter (1946. március 5-étől tájékoztatási miniszter; az egészségügyi tárca vezetésével megbízva 1946. április 24. és augusztus 9. között.) | Román Kommunista Párt (PCR)              |            |
|     | Mihail Ralea               | Művészeti miniszter (1946. augusztus 19-étől.) | ?                                        |            |
|     | Octav Livezeanu            | Művészeti miniszter (1946. augusztus 19-éig.) | ?                                        |            |
|     | Constantin Burducea        | Vallásügyi miniszter | ?                                        |            |
|     | Constantin Vasiliu-Rășcanu | Hadügyminiszter | ?                                        | tábornok   |
|     | Romulus Zăroni             | Földművelésügyi miniszter | ?                                        |            |
|     | Petre Bejan                | Ipari és kereskedelmi miniszter | ?                                        |            |
|     | Tudor Ionescu              | Bányászati és olajügyi miniszter | ?                                        |            |
|     | Gheorghe Gheorghiu-Dej     | Közlekedési és közmunkaügyi miniszter | Román Kommunista Párt (PCR)              |            |
|     | Lothar Rădăceanu           | Munkaügyi miniszter | Román Szociáldemokrata Párt (PSD)        |            |
|     | Gheorghe Nicolau           | Közsegélyezési és társadalombiztosítási miniszter | ?                                        |            |
|     | dr. Dumitru Bagdasar       | Egészségügyi miniszter (1946. április 24-éig.) | ?                                        |            |
|     | Anton Alexandrescu         | Szövetkezeti miniszter | ?                                        |            |
|     | Emil Hațieganu             | Államminiszter (1946. január 7-étől.) | Nemzeti Parasztpárt                      |            |
|     | Mihail Romniceanu          | Államminiszter (1946. január 7-étől.) | Nemzeti Liberális Párt (PNL)             |            |